# Villa Étex
La villa Étex est une voie du 18e arrondissement de Paris, en France.

## Situation et accès
La villa Étex est une voie située dans le 18e arrondissement de Paris. Elle débute au 10, rue Étex et se termine en impasse.

## Origine du nom

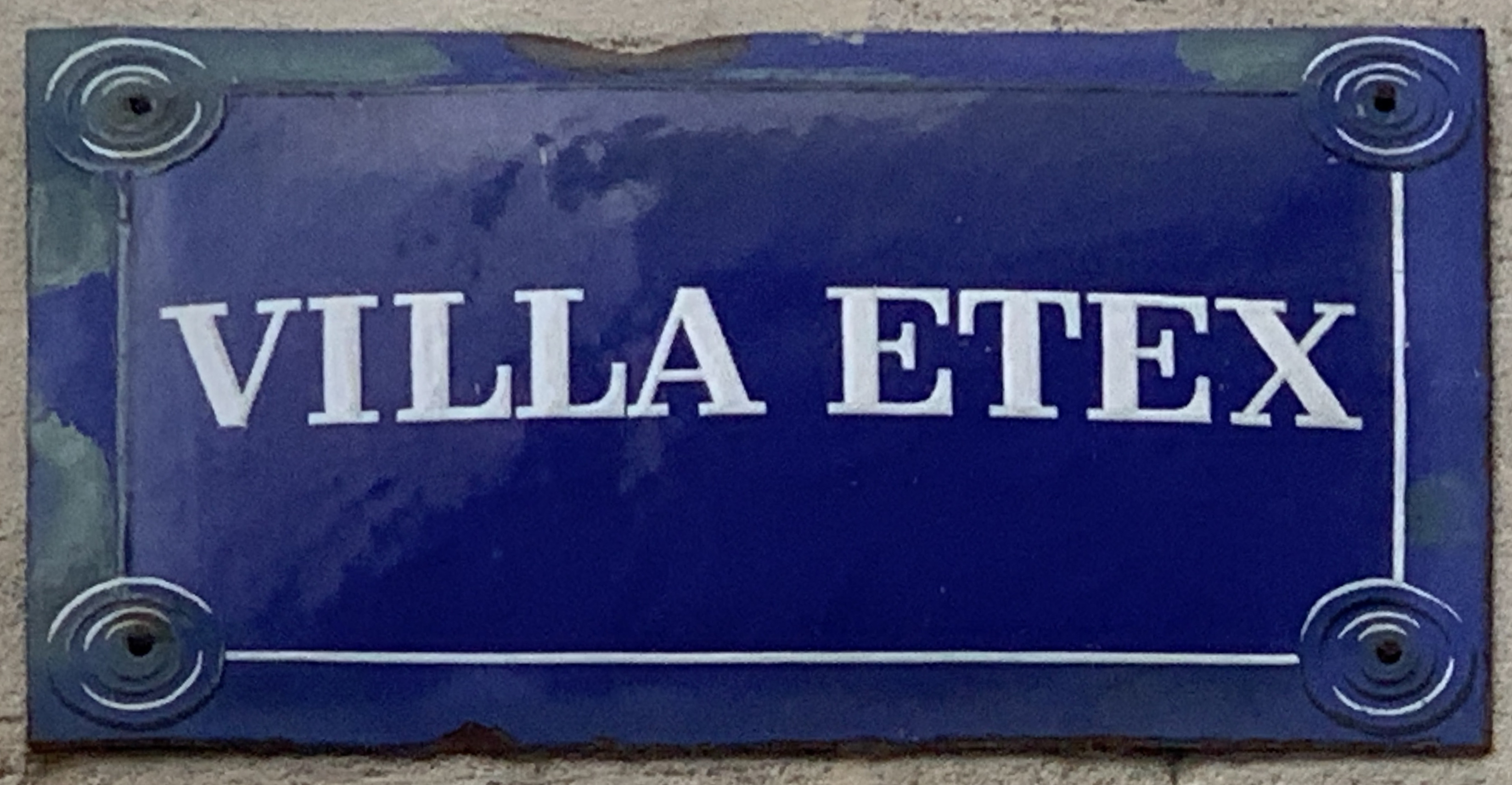
Plaque de la voie.

Elle porte le nom du sculpteur Antoine Étex en raison de sa proximité avec la rue éponyme. 

## Historique
Cette voie est ouverte sous sa dénomination actuelle en 1911.